# Orach Chaim
Orach Chaim – fragment żydowskiej rozprawy halachicznej autorstwa rabina Jakowa ben Aszera pod tytułem Arbaa Turim. Dotyczy on wszystkich praw żydowskich związanych z rocznym cyklem świąt (codziennych modlitw, cyklu cotygodniowego, miesięcznego i rocznego). Rabin Józef Karo wykorzystał strukturę Arbaa Turim do opracowania swojej własnej wykładni praktycznego prawa żydowskiego zatytułowanej Szulchan Aruch. Wielu innych, późniejszych komentatorów również posługiwało się tym samym schematem. 
Orach Chaim może być również rozumiane jako ogólna nazwa tej części żydowskiego prawa, która dotyczy cyklu rocznego, a nie jako konkretne dzieło rabina Jakowa ben Aszera.
Dotyczy między innymi następujących kwestii:
- obmycie rąk rano
- prawa dotyczące zakładania i noszenia Tefilin i Cicit
- modlitwa
- szabat
- święta
- odczytywanie Tory w synagodze.

## Słynne komentarze do Orach Chaim
- David HaLevi Segal
- Magen Awraham
- Beur HaGra
- Pri Megadim
- Miszna Berura